# Vanja Ilić (pallamanista)
Vanja Ilić (Вања Илић; Belgrado, 25 febbraio 1993) è un pallamanista serbo, ala sinistra dello Chartres e della nazionale serba.
Ha un fratello maggiore, Nemanja Ilić, anch'egli pallamanista.

## Carriera

### Club
Dopo aver militato nel PKB, nel giugno 2011 venne ingaggiato dal Partizan, con cui trascorse 4 stagioni, per poi passare nel 2015 ai macedoni del Rabotnički. Nel 2016 fece rientro al Partizan, ma ritornò presto in Macedonia per giocare con il Metalurg Skopje.
Dopo una breve esperienza in Spagna con il Logroño nella stagione 2018-2019, nel 2019 venne ingaggiato dai francesi dello Chartres.

### Nazionale
Con la nazionale maschile di pallamano della Serbia ha vinto la medaglia d'argento alla XXVIII Universiade nel 2015 ed ha partecipato a 1 campionato mondiale (nel 2019) e a 3 campionati europei (nel 2018, nel 2020 e nel 2022).

## Palmarès

### Club

#### Competizioni nazionali
- Campionato serbo: 1

Partizan Belgrado: 2011-2012
- Coppa della Serbia: 2

Partizan Belgrado: 2011-2012, 2012-2013
- Supercoppa della Serbia: 2

Partizan Belgrado: 2011, 2012

### Nazionale

#### Competizioni internazionali
- Universiadi: 1

Serbia:  Argento (2015)